# American Mineralogist
American Mineralogist: An International Journal of Earth and Planetary Materials  (abgekürzt Am. Mineral.) ist eine wissenschaftliche Fachzeitschrift auf dem Gebiet der Mineralogie, Petrologie, Kristallographie und Geochemie, die im Peer-Review-Verfahren von der Mineralogical Society of America herausgegeben wird. Die derzeitigen Chefredakteure sind Hongwu Xu (Los Alamos National Laboratory) und Don Baker (McGill University).

## Geschichte
Die Zeitschrift erschien erstmals im Juli 1916 und wurde von der Philadelphia Mineralogical Society, dem New York Mineralogical Club und der Mineral Collectors' Association herausgegeben. Am 30. Dezember 1919 wurde die Mineralogical Society of America gegründet, die damit die Herausgeberschaft des American Mineralogist übernahm.

## Indizierung
Der American Mineralogist wird in Chemical Abstracts, dem Science Citation Index, GeoRef und Inspec indiziert. Im Jahr 2020 lag der Impact Factor bei 3,003.

## Kristallographische Datenbank
Mit der American Mineralogist Crystal Structure Database betreibt die University of Arizona zusammen mit der Mineralogical Society of America und der Mineralogical Society of Canada eine Datenbank, die sämtliche Kristallstrukturen, die im American Mineralogist, im Canadian Mineralogist und dem European Journal of Mineralogy veröffentlicht wurden, enthält.